# باول بروبست (لاعب رماية)
باول بروبست هو لاعب رماية سويسري، ولد في 15 مايو 1869، وتوفي في 9 سبتمبر 1945.

## وصلات خارجية
- باول بروبست على موقع أوليمبيديا (الإنجليزية)